# Francesco Soderini
Francesco Soderini (Florencia, 10 de junio de 1453 - Roma, 7 de mayo de 1524) fue un eclesiástico italiano. 

## Biografía

### Familia
Nacido en la República de Florencia, fue hijo de Tommaso Soderini y de su segunda mujer Dianora Tornabuoni.  Su rápido ascenso estuvo favorecido por las buenas relaciones de su familia con los Médici que mantenían el gobierno de la república: su madre era hermana de Lucrezia, que de su matrimonio con el signore Piero de Médici tuvo a Bianca, Nannina, María, Lorenzo y Giuliano.
Sus hermanos Paolantonio, Piero y Giovanvittorio también ocuparon puestos de relevancia en la vida pública florentina.

### Juventud
Francesco estudió leyes en la Universidad de Bolonia y en la de Pisa y a los 23 años fue profesor en esta última.
En marzo de 1478 fue nombrado obispo de Volterra, y canónigo de la Basílica de San Pedro.  
El mes siguiente tuvo lugar en Florencia la conspiración de los Pazzi en la que Francesco Salviati, Jacopo de Pazzi, Giovanni Battista de Montesecco y varias personas más protagonizaron un atentado en el que murió Giuliano de Médici y salió herido su hermano Lorenzo.  Los autores fueron linchados por la muchedumbre o ejecutados por la justicia, y el papa Sixto IV puso a la república en entredicho.  En noviembre de 1480 Soderini viajó a Roma encabezando la delegación que solicitaba la derogación de las sanciones eclesiásticas, y a partir de este episodio pasó a residir en Roma como asistente del papa y referendario del Tribunal de la Signatura Apostólica.  
En 1484 fue diputado de la comisión que Florencia envió a felicitar a Inocencio VIII por su ascenso al papado. 
Recibió las órdenes menores en la Basílica de San Lorenzo de Florencia en 1486 de manos del arzobispo Rinaldo Orsini y la consagración episcopal cinco años después. 

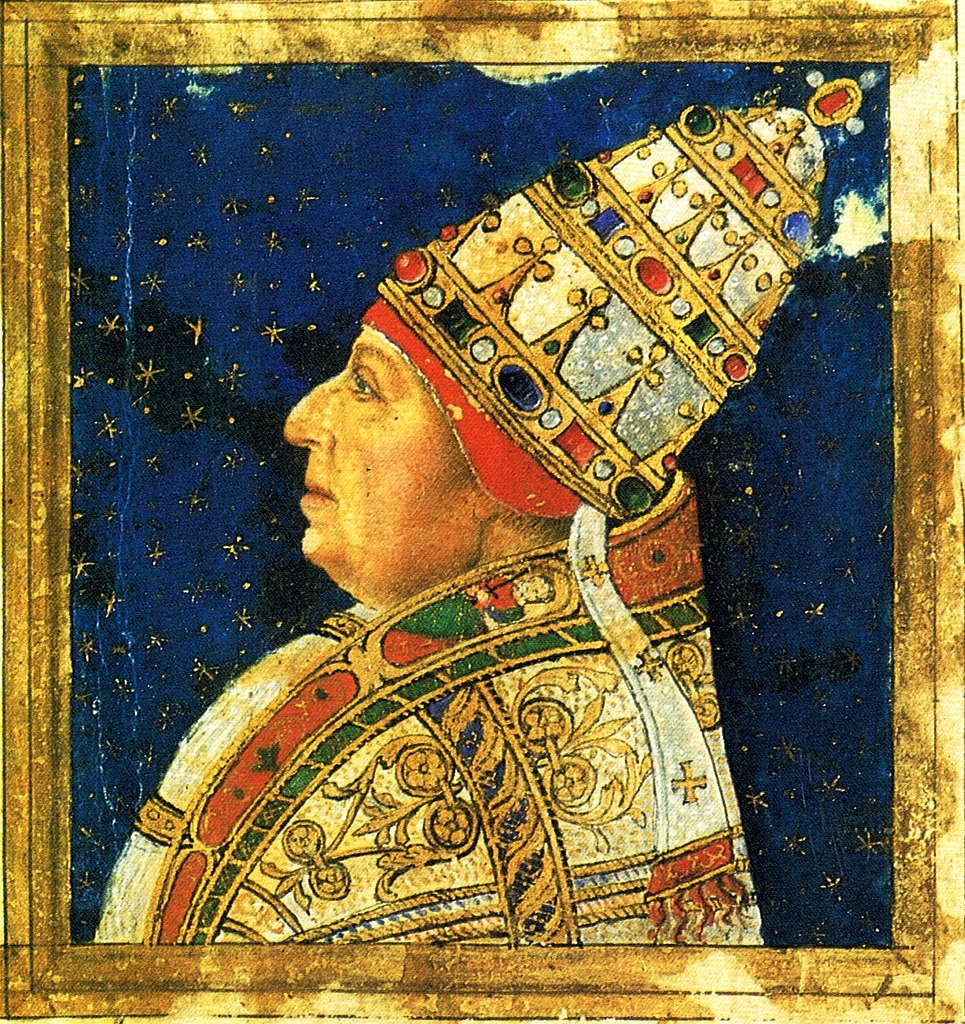
Alejandro VI.

### Carrera eclesiástica
Alejandro VI le creó cardenal presbítero en el consistorio del 31 de mayo de 1503, recibiendo el título de Santa Susana, que a lo largo de los años cambió sucesivamente por los de los Santos XII Apóstoles (1508), Sabina (1511), Palestrina (1516), Porto-Santa Rufina (1523) y Ostia-Velletri (1524).

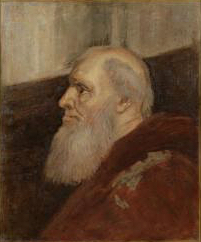
Julio II.

En tal condición participó en el cónclave de septiembre de 1503 en que fue elegido papa Pío III y en el de octubre del mismo año en que lo fue Julio II, en el de 1513 en que salió León X, en el de 1521 en el que fue coronado Adriano VI y en el de 1523 en que lo fue Clemente VII.
Fue obispo de Cortona entre 1504-05, de Tívoli en 1513-14 y de Vicenza en 1514-24, y en distintos periodos administrador de las diócesis de Saintes, Narni y Anagni, legado en Roma y gobernador de Rávena. 

### La conjura contra León X

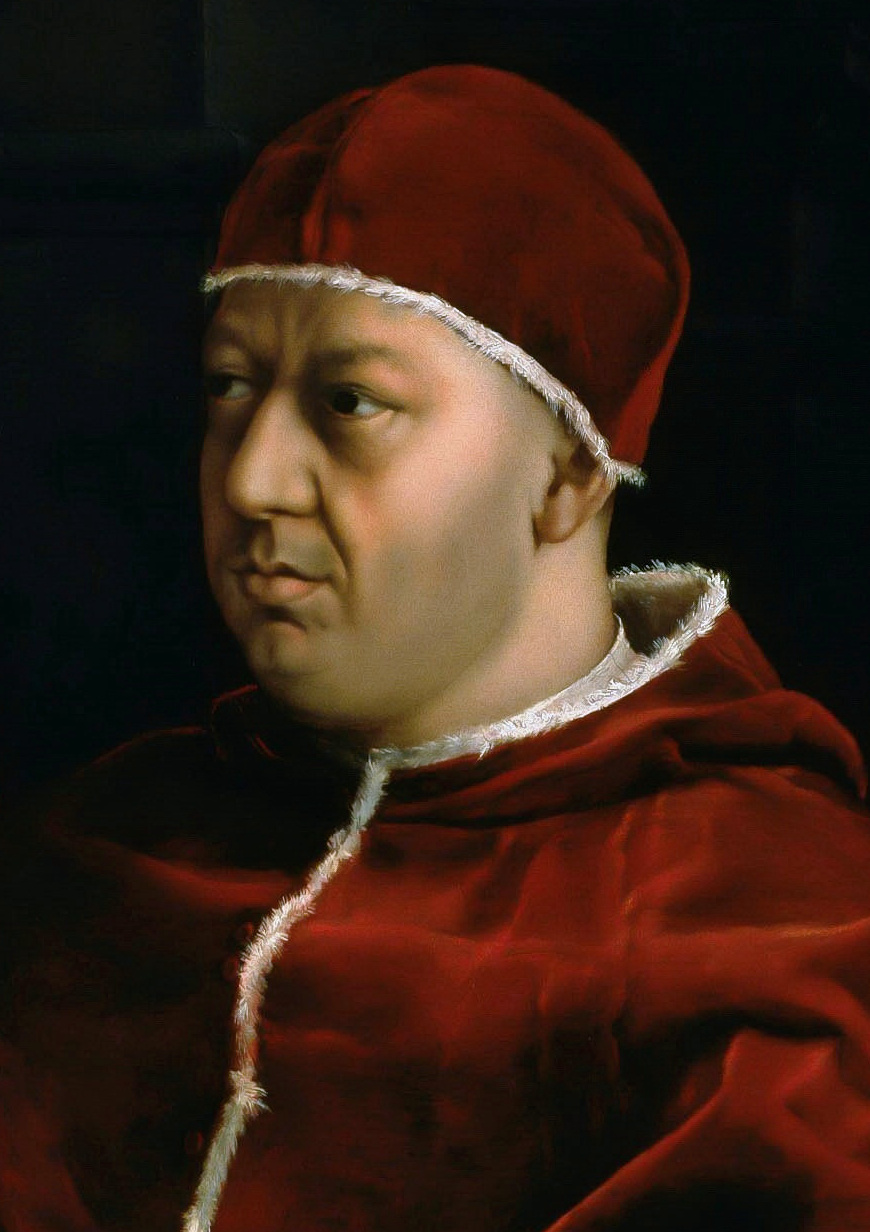
León X.

En 1516 el papa León X había maniobrado para deponer a Borghese Petrucci del gobierno de la República de Siena, y había puesto en su lugar a Raffaello Petrucci, que era hombre de su confianza.  El cardenal Alfonso Petrucci, hermano de Borghese, conspiraba con el rey de España y con el duque de Urbino Francesco Maria della Rovere para retormar Siena por la fuerza, y al interceptar su correspondencia e interrogar a sus sirvientes, los agentes pontificios que le investigaban descubrieron que el cardenal había planeado envenenar al papa valiéndose para ello del cirujano Giovanni Battista da Vercelli que debía curarle de su fístula. 
En la conjura estaban también implicados los cardenales  Bandinello Sauli, Raffaele Riario, Adriano Castellesi y el propio Soderini, que estaba resentido con el papa desde que en 1512 las fuerzas de la Liga Santa hubieran desalojado de Florencia a su hermano Piero para reinstaurar el gobierno de los Médici.  
Descubierta la conjura, Petrucci y Vercelli fueron ejecutados, y el resto de participantes recibieron fuertes multas.  Soderini abandonó Roma y se refugió primero en su diócesis de Palestrina y posteriormente en el feudo que los Colonna tenían en Fondi, en el Reino de Nápoles, donde permaneció hasta la muerte del papa en diciembre de 1521.

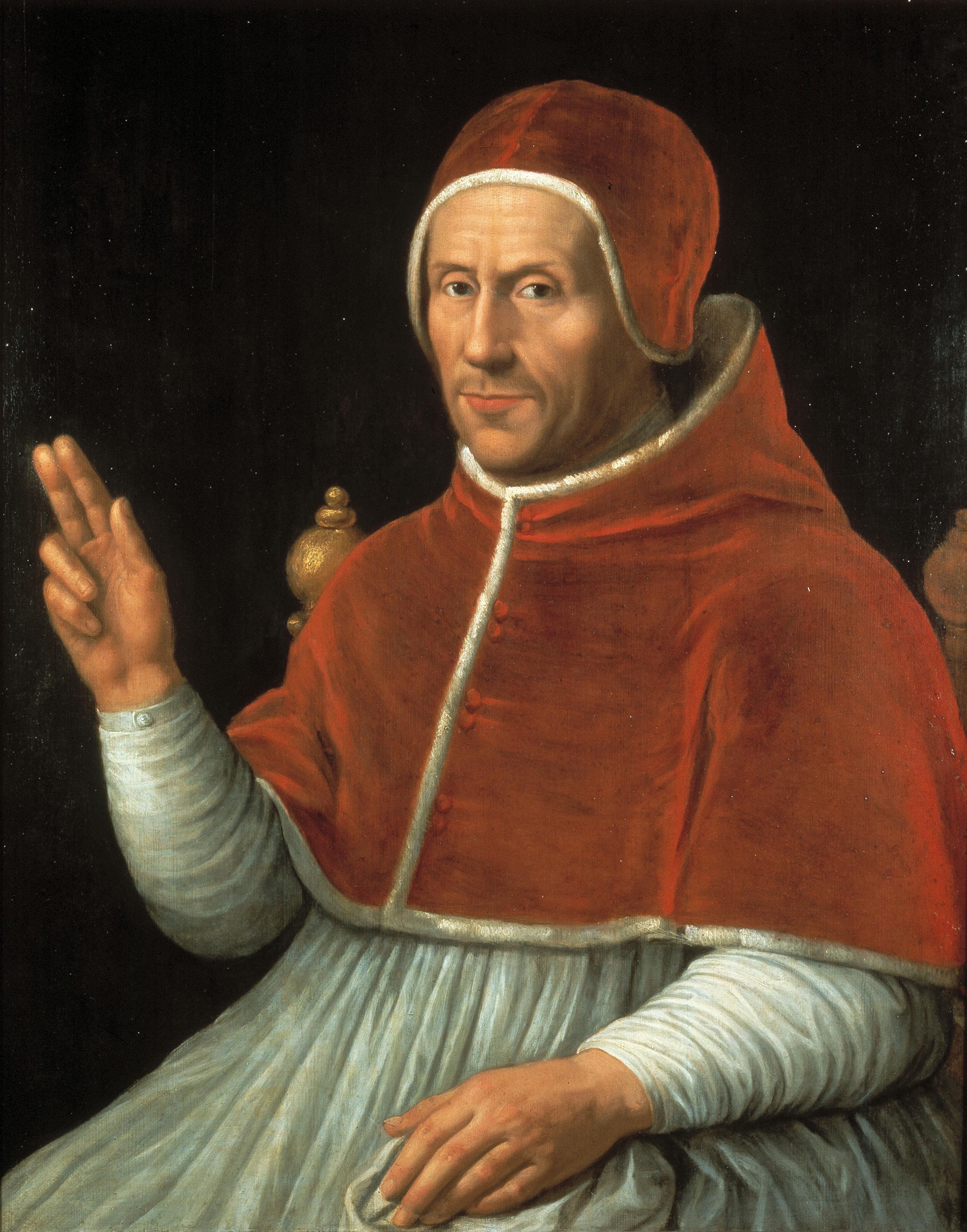
Adriano VI.

### La revolución de Sicilia
En 1523 se descubrió su implicación en una nueva conjura: los cuatro hermanos Imperatore (Francesco, Giovanni Vincenzo, Federico y Cesare), de Sicilia, se habían confabulado con varios nobles y altos funcionarios del reino para solicitar a Francisco I de Francia que enviara la flota de Marco Antonio Colonna a invadir la isla.  Este último murió en marzo de 1522, el rey francés postergaba la decisión deseando conquistar antes el Ducado de Milán, y los Imperatore acudieron a Soderini para que sirviera como intermediario con Francia.  

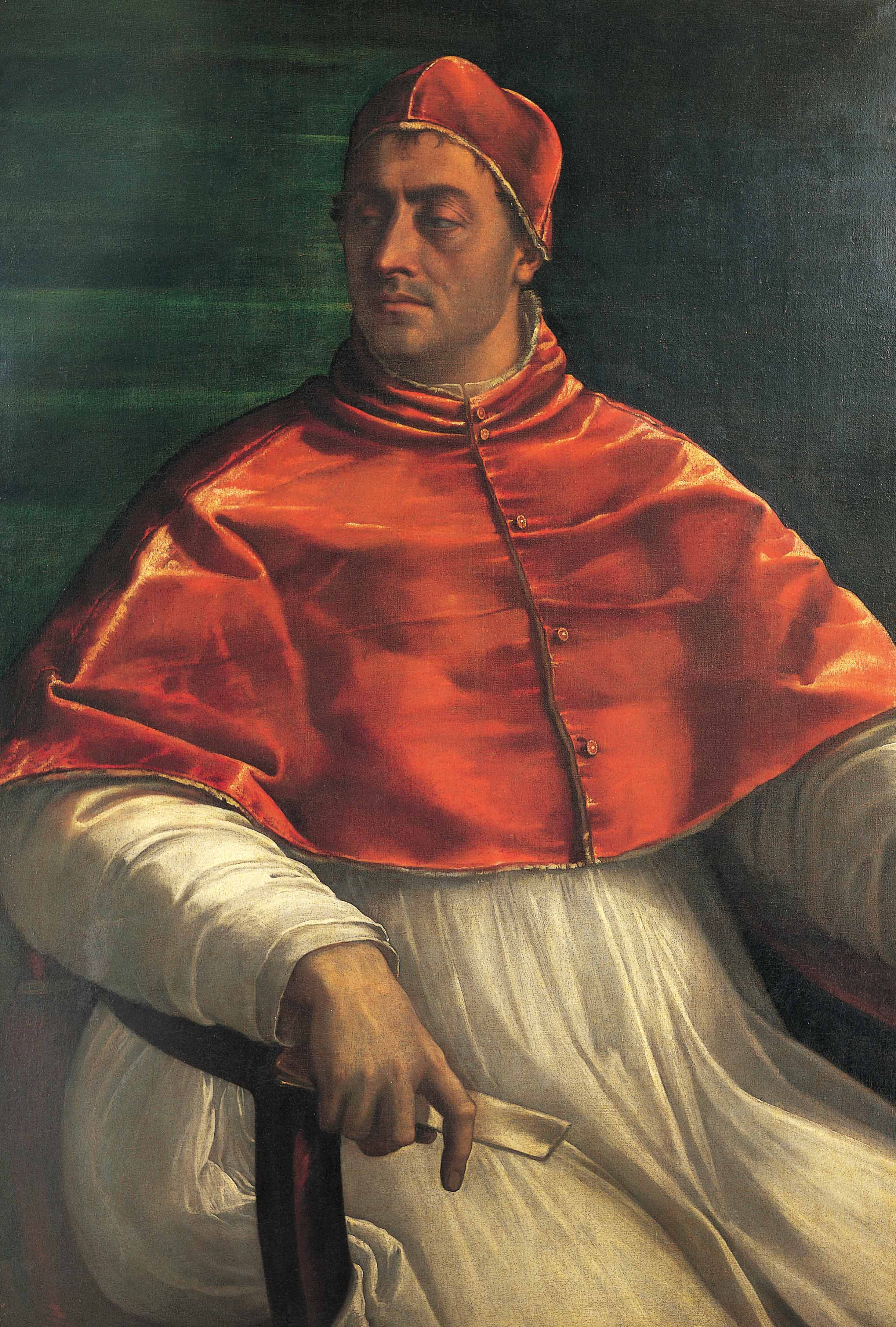
Clemente VII.

Denunciado por el duque de Sessa y por el cardenal Giulio de Médici, en abril de 1523 Soderini fue acusado de traición y recluido en el Castel Sant'Angelo por orden del papa Adriano VI.  En el proceso que se le siguió fueron nombrados jueces el castellano Enrique de Cardona, el obispo de Worcester Girolamo Ghinucci y los cardenales Carvajal, Accolti y Cesi, pero antes de que terminara el juicio, en septiembre murió el papa. 
Durante la sede vacante que siguió, el Colegio Cardenalicio decidió liberar a Soderini para que participara en el el cónclave que debía elegir un nuevo pontífice, considerando que Sicilia no era un feudo de los Estados Pontificios y que así no se le podía considerar traidor a la Santa Sede.
Tras la elección de Clemente VII, Soderini fue absuelto de los cargos formulados contra él.  Fallecido en Roma en 1524 a los setenta años de edad, probablemente de peste, fue sepultado en la Basílica de Santa María del Popolo junto a su hermano Piero.